# 里加城堡

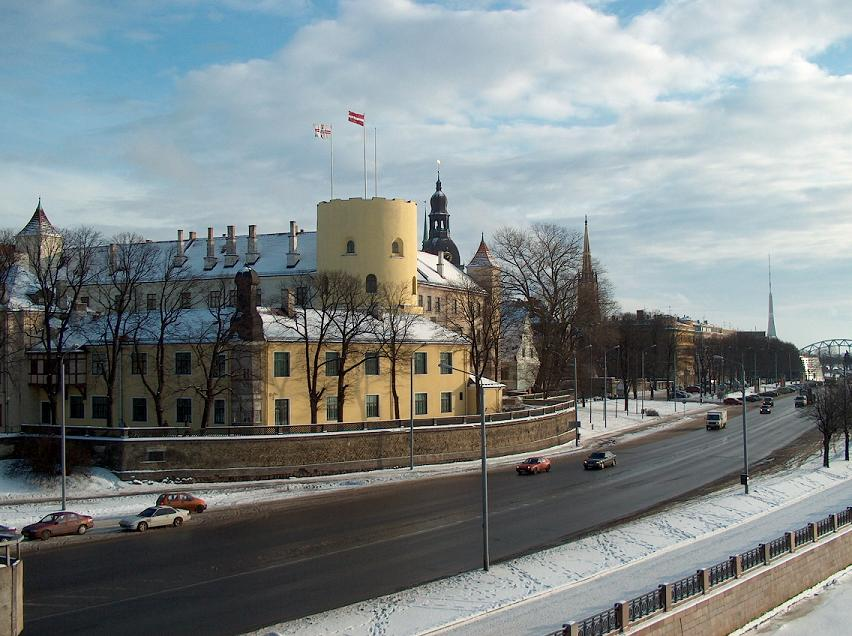
里加城堡

里加城堡是拉脱维亚首都里加的一座城堡，位于道加瓦河河畔，创建于1330年。从1497年到1515年彻底重建。瑞典人占领城堡后，在1641年扩建附属建筑。从17世纪到19世纪这座城堡经过了持续的重建。1930年代，建筑师Eižens Laube进行了修复工作。1938年拉脱维亚政府入驻城堡。目前是拉脱维亚总统官邸，还设有几座博物馆。

## 历史
里加城堡是根据里加与利沃尼亚骑士团之间的条约修建 - 在13世纪里加人起来反抗骑士团，拆除了市中心的城堡。由于与里加人冲突不断，骑士团选择宁愿在城市边界后面修建一座新城堡，而不是重建原来的城堡。这个地点被收容穷人的圣灵修道院选中，搬到原来城堡的位置。这座城堡作为利沃尼亚骑士团领主官邸，但是由于与里加人的持续冲突，在1484年之前，这座城堡被里加人摧毁，官邸迁往采西斯城堡。里加人最终失败，被迫重建城堡 - 到1515年完成重建。1561年维尔纽斯联盟之后，骑士团不再存在，城堡归属立陶宛大公国，到1569年归属波兰立陶宛联邦。1621年，瑞典帝国征服里加，瑞典行政机构入驻这座城堡。
18世纪初俄罗斯帝国占领该市后，这座城堡入驻了里加省的行政和司法机构，还充当总督官邸。1922年，这座城堡成为拉脱维亚总统官邸。苏联占领后，1940-1941年，入驻城堡的是对拉脱维亚苏维埃社会主义共和国人民特派员委员会。1941年，苏联少先队组织入驻城堡的北部，因此称为少先队城堡。城堡的南部设有几个博物馆。拉脱维亚独立后，城堡的北部再次成为拉脱维亚总统官邸

## 建筑
这座城堡最初是三层建筑，包围着一个长方形庭院，四角有四个塔楼。在1484年城堡被拆除后重建的两个塔楼采用了圆形塔楼，反映了当时军事技术的最新发展。从17世纪到19世纪这座建筑一直处于扩建过程之中。1682年，这座城堡附设了一个兵工厂，大约一百年后，在1783年拆除。